# Сан-Антонио, Тринити
Тринити Сан-Антонио (англ. Trinity San Antonio; род. 28 октября 2003, Морено-Валли, Калифорния, США) — пуэрто-риканская баскетболистка, играет на позиции разыгрывающего защитника. Выступает за команду дивизиона I НАСС «Гранд-Каньон Антелопс» университета Гранд-Каньон и сборную Пуэрто-Рико.

## Клубная карьера
Родилась 28 октября 2003 года в городе Морено-Валли, штат Калифорния. Играла за баскетбольную команду старшей школы Ранчо Верде, выпустилась из старшей школы Сентениел, Корона. В 2021 году поступила в Калифорнийский баптистский университет. В дебютном сезоне набирала в среднем 7,4 очка, 3,6 подборов, 1,3 передач и 1,6 перехватов. В следующем сезоне улучшила показатели до 11,4 очков, 5,9 подборов, 3,7 передач и 2,3 перехватов, а также вместе с командой завоевала трофей Пригласительного турнира. В 2023 году перевелась в Университет Гранд-Каньон. В сезоне 2023/24 ухудшила свои показатели (11,5 очков, 4 подбора, 3,5 передач и 2,3 перехватов в среднем за игру), однако показала лучший процент реализации трёхочковых (33,3). В конференции с командой заняла второе место, уступив своему предыдущему университету.

## Карьера в сборной
В сборную Пуэрто-Рико впервые получила вызов 21 сентября 2022 года на чемпионат мира в Австралии. Дебютировала в игре второго тура со сборной США, набрав 8 очков (6 с линии штрафных), отдав одну передачу и совершив 5 подборов и два перехвата. В игре четвёртого тура против сборной Китая набрала 19 очков, реализовав 57,1 бросков с игры, сделала 4 подбора и совершила три кражи. По итогам группового этапа пуэрториканки вышли в четвертьфинал, где проиграли канадкам; в той встрече Сан-Антонио набрала 16 очков, реализовав 6 из 8 двухочковых бросков. В среднем за 12,8 минут на паркете набирала 7,5 очков, 2,7 подборов, 0,7 передач и 1,3 перехватов.
В 2023 году со сборной отправилась на чемпионат Америки. Пуэрториканки заняли второе место в группе, дошли до четвертьфинала, где уступили сборной Бразилии, а в матче за третье место проиграли сборной Канады. Сама Тринити почти не получала игрового времени (в среднем 8,3 минут за игру), из-за чего набрала скудную статистику: 1,9 очков, 1 подбор, 1,7 передач и 0,9 перехватов.
8 июля 2024 вошла в расширенный состав сборной на Олимпийские игры в Париже. В первой игре группового этапа против сборной Сербии набрала 11 очков, сделала четыре подбора и совершила четыре перехвата, став лучшей в команде по очкам и перехватам. Островная сборная заняла итоговое десятое место, а Сан-Антонио закончила турнир с 7,3 очками, 3,7 подборами, 2 передачами и 3 перехватами в среднем за игру и процентом попаданий с игры 60. Она стала лучшим игроком команды по мнению ФИБА, а также была названа главной молодой звездой сборной.